# 水野忠直 (岡崎藩世嗣)
水野 忠直（みずの ただなお）は、江戸時代前期の三河国岡崎藩の世嗣。通称は権五郎。

## 略歴
2代藩主・水野忠春の長男として誕生。
岡崎藩嫡子として生まれたが、延宝4年（1672年）に16歳で夭折した。代わって、弟・忠盈が嫡子となり藩主を継いだ。